# エロー県
エロー県 (エローけん、Hérault) は、フランスのオクシタニー地域圏の県である。名称は県内を流れるエロー川に由来する。

## 歴史
フランス革命期の1790年3月4日、かつてのラングドック州の一部を分割して誕生した。ビテロワ地方、エスピノーズ地方、ロデヴォワ地方、モンペリエレ地方、ラルザックの一部を含んでいた。
エロー県は、20世紀初頭にワイン醸造業が衰退したことで知られている。ワイン価格の急落、ブドウの病気、ワイン醸造業者の反発で下降の一途を辿った。この醸造業者の活動は、当時のジョルジュ・クレマンソー政府によって抑圧された。
1956年冬の霜被害によって、オリーブ栽培の文化は打ちのめされた。しかし1980年代後半から再び息を吹き返した。ロデーヴ、ピニャン、アニアーヌのオリーブ協同組合は閉鎖され、唯一クレルモン＝レローの協同組合が活動している。
20世紀半ばのモンペリエ盆地は、フランス有数の人口集中地域として知られていた。

## 地理
オード県、タルヌ県、アヴェロン県、ガール県と接し、南東は地中海に面している。オード川、オルブ川、エロー川、ヴィドゥル川が流れる。モソン川やレ川のような内陸河川も存在する。多くの人工湖も見られる。県南部の地中海から、北部のセヴェンヌ山脈まで約87kmである。
18世紀から19世紀の間に貴重な自然環境を失ったとはいえ、現在も多くの自然の景勝を保存している。

## 行政区画
エロー県は3郡に分けられる。

## 人口統計
| 年   | 1968    | 1975    | 1982    | 1990    | 1999    | 2006      | 2011      |
| ---- | ------- | ------- | ------- | ------- | ------- | --------- | --------- |
| 人口 | 591 397 | 646 202 | 706 499 | 794 603 | 896 441 | 1 001 041 | 1 062 036 |

### 主なコミューン
| コミューン       | 人口 2007 | 変遷 2007/1999 | コミューン             | 人口 2007 | 変遷 2007/1999 |
| ---------------- | --------- | -------------- | ---------------------- | --------- | -------------- |
| モンペリエ       | 253,712   | 12,5 %         | アグド                 | 21,104    | 5,2 %          |
| ベジエ           | 72,461    | 4,5 %          | ラット                 | 16,635    | 20,9 %         |
| セット           | 42,971    | 8,6 %          | モギオ                 | 15,567    | 4,9 %          |
| リュネル         | 24,043    | 7,6 %          | カステルノー・ル・レズ | 15,201    | 7 %            |
| フロンティニャン | 23,067    | 20,6 %         | メーズ                 | 10,336    | 35,4 %         |
| 出典 : Insee     |           |                |                        |           |                |

## 観光

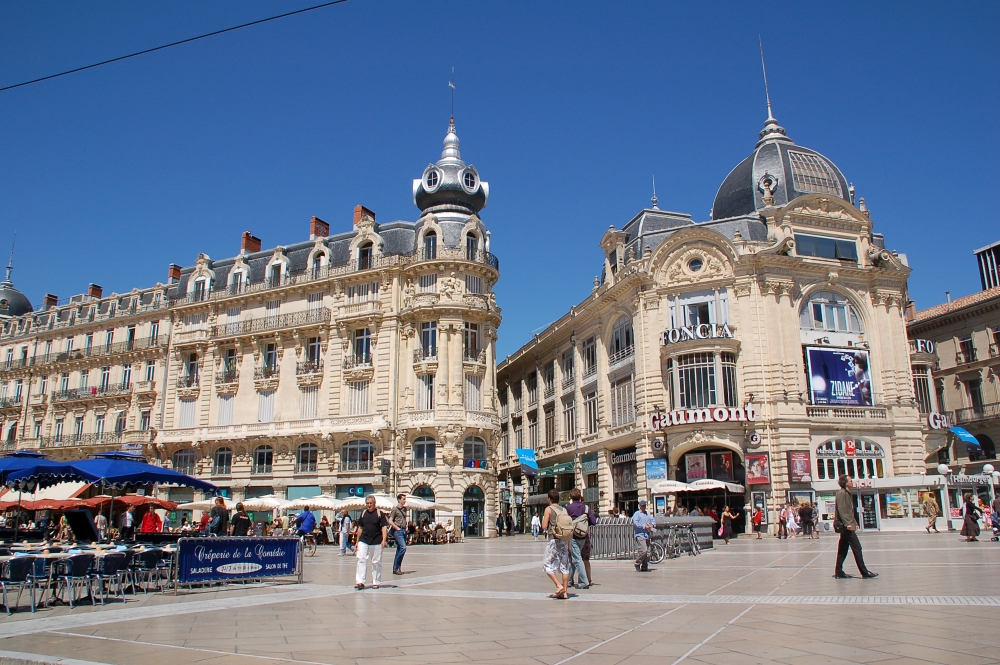
モンペリエ
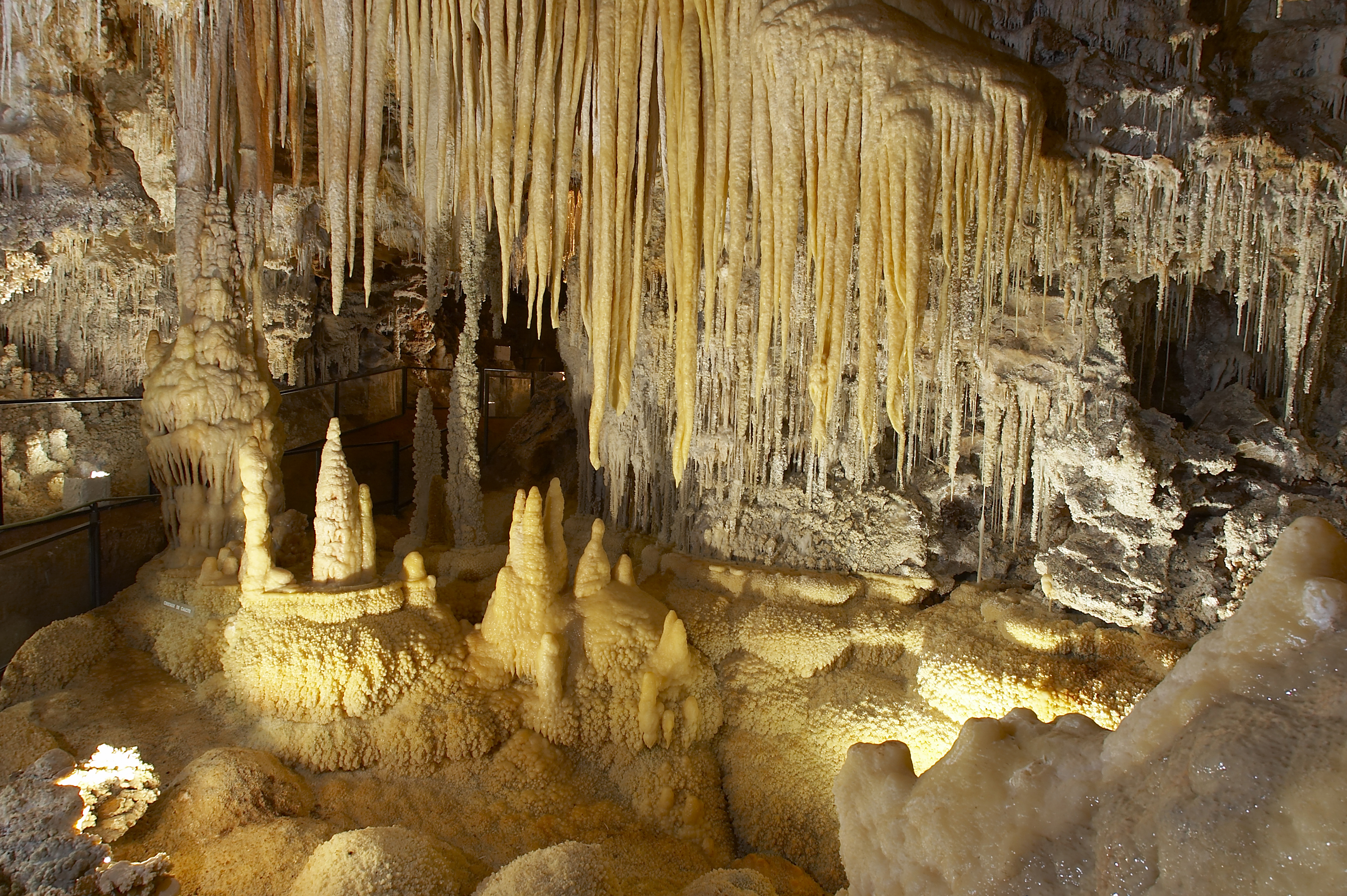
クラムーズ洞窟
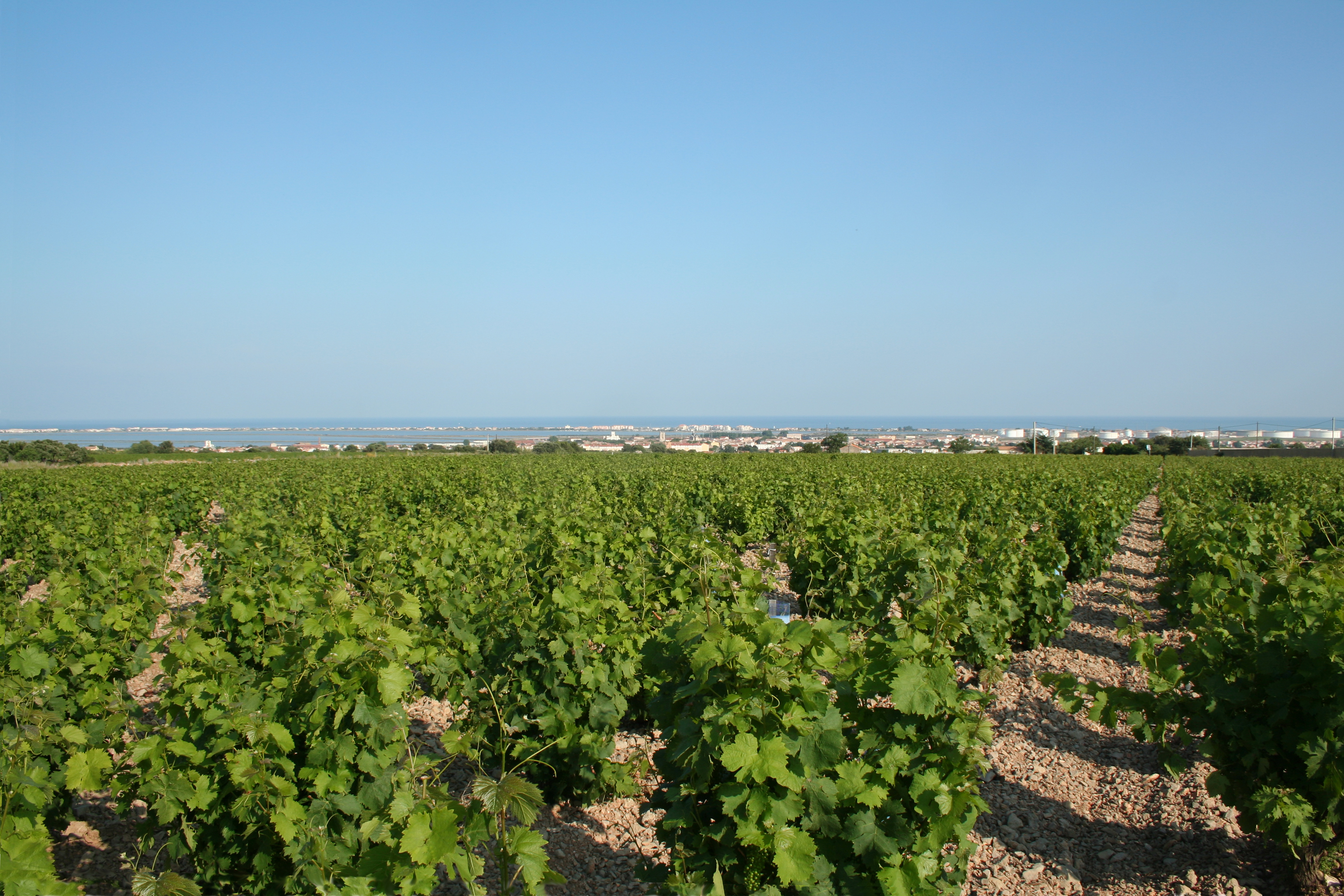
フロンティニャンのブドウ畑
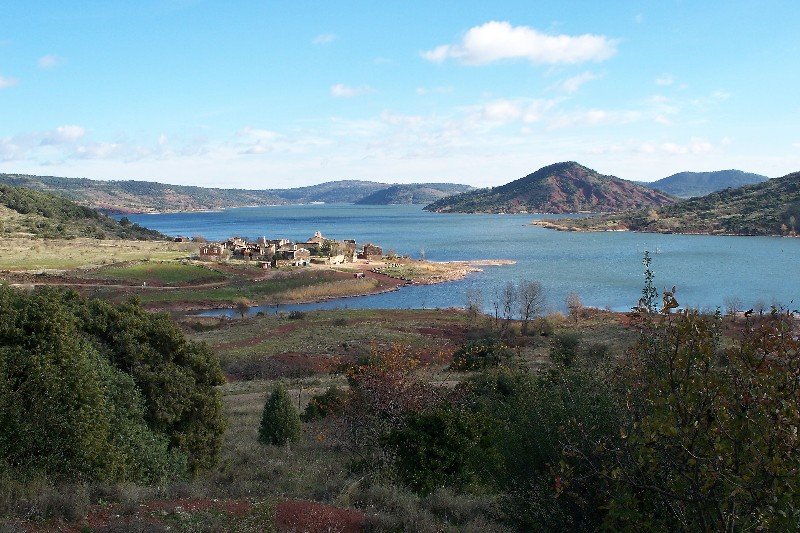
サラグー湖
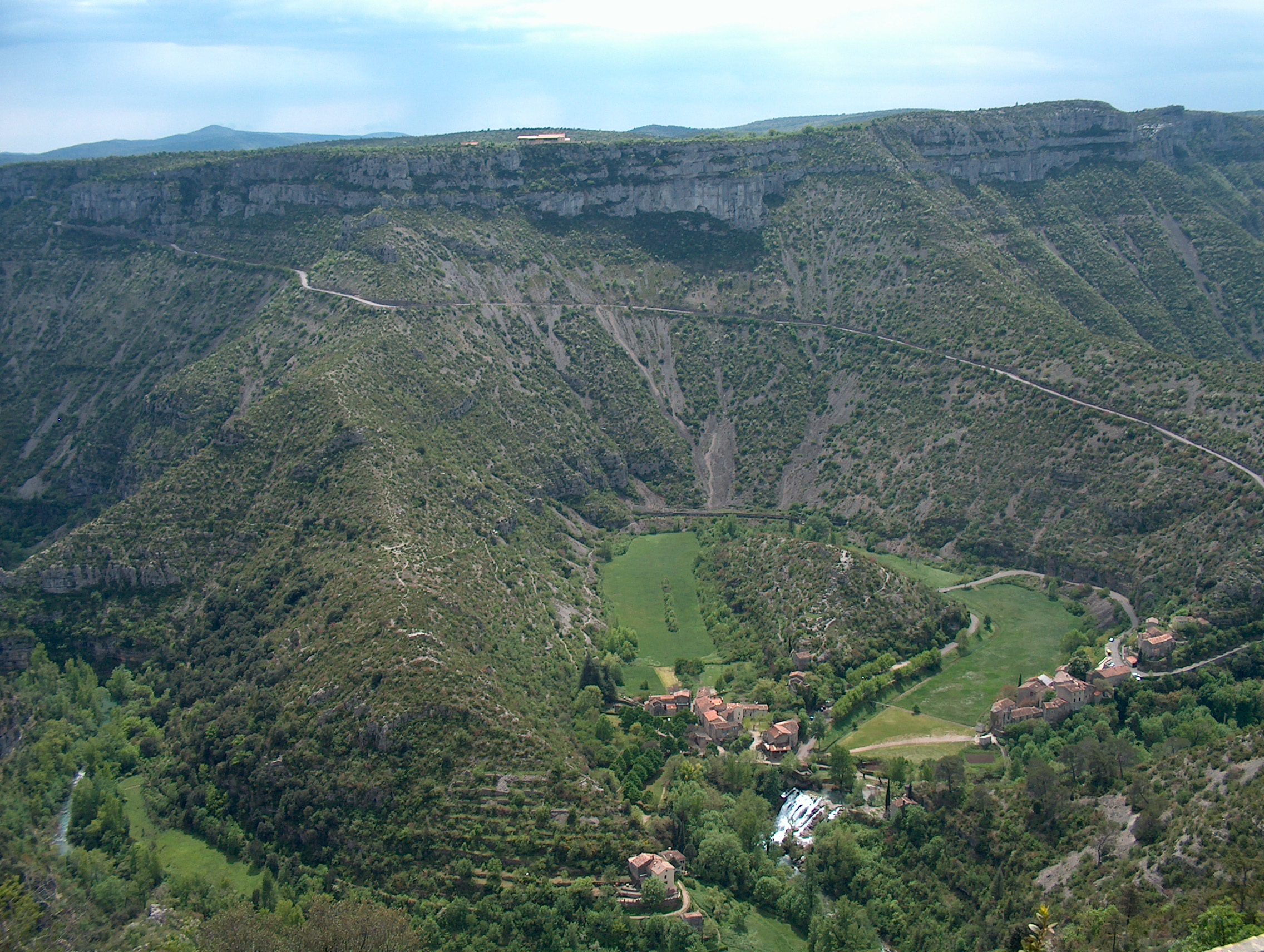
ナヴァセユ圏谷

## その他
- 県内にあるリゾート地キャプ・ダグド（Cap d'Agde）は、ヌーディストビーチとして知られてきた。2020年8月、2019新型コロナウイルスの感染が拡大する中では、特にヌーディスト間での感染拡大ペースが速いことが注目され、キャップ・ダグド全域に警戒情報が発出された[5]。